# Sri-lankische Cricket-Nationalmannschaft in Südafrika in der Saison 2024/25
Die Tour der sri-lankischen Cricket-Nationalmannschaft nach Südafrika in der Saison 2024/25 fand vom 27. November bis 9. Dezember 2024 statt. Die internationale Cricket-Tour war Bestandteil der Internationalen Cricket-Saison 2024/25 und umfasste zwei Tests. Die Tests waren Bestandteil der ICC World Test Championship 2023–2025. Südafrika gewann die Serie 2–0.

## Vorgeschichte
Südafrika bestritt zuvor eine Tour gegen Indien und Sri Lanka eine Tour gegen den West Indies. Das letzte Aufeinandertreffen der beiden Mannschaften bei einer Tour fand in der Saison 2021/22 in Sri Lanka statt.

## Stadien
Die folgenden Stadien wurden für die Tour als Austragungsort vorgesehen.
| Stadion                  | Stadt    | Kapazität | Spiele  |
| ------------------------ | -------- | --------- | ------- |
| Sahara Stadium Kingsmead | Durban   | 25.000    | 1. Test |
| St George’s Park         | Gqeberha | 19.000    | 2. Test |

## Kaderlisten
Südafrika benannte seinen Kader am 19. November 2024.
Sri Lanka benannte seinen Kader am 19. November 2024.
| Test | Test |
| Südafrika | Sri Lanka |
| --- | --- |
| - Temba Bavuma (K) - David Bedingham - Matthew Breetzke - Gerald Coetzee - Tony de Zorzi - Marco Jansen - Keshav Maharaj - Kwena Maphaka - Aiden Markram - Wiaan Mulder - Senuran Muthusamy - Dane Paterson - Kagiso Rabada - Ryan Rickelton (wk) - Tristan Stubbs (wk) - Kyle Verreynne (wk) | - Dhananjaya de Silva (K) - Dinesh Chandimal (wk) - Lasith Embuldeniya - Asitha Fernando - Oshada Fernando - Vishwa Fernando - Prabath Jayasuriya - Dimuth Karunaratne - Lahiru Kumara - Angelo Mathews - Kamindu Mendis - Kusal Mendis (wk) - Pathum Nissanka - Nishan Peiris - Kasun Rajitha - Milan Rathnayake - Sadeera Samarawickrama (wk) |

## Tests

### Erster Test in Durban
| 27. – 30. November Scorecard | Durban (SSK) | Südafrika 191 (49.4) & 366-5d (100.4) | – | Sri Lanka 42 (13.5) & 282 (79.4) |
|                              |              | Südafrika gewinnt mit 233 Runs        |   |                                  |

Sri Lanka gewann den Münzwurf und entschied sich als Feldmannschaft zu beginnen. Südafrika verlor früh die Eröffnungs-Batter, bevor Tristan Stubbs mit Temba Bavuma eine Partnerschaft formten. Stubbs schied nach 16 Runs aus und Bavuma beendete den Tag beim Stand von 80/4, als Regenfälle im 21. Over das Spielen unmöglich machten. Am zweiten Tag fand Bavuma mit Marco Jansen einen weiteren Partner, dem 13 Runs gelangen. Nachdem Keshav Maharaj 24 Runs erzielt hatte, formte bavuma eine letzte Partnerschaft mit Kagiso Rabada. Bavuma verlor sein Wicket nach einem Fifty über 70 Runs und Rabada schied kurz darauf nach 15 Runs aus, womit Südafrika 191 Runs im ersten Innings erreichte. Beste sri-lankische Bowler waren Asitha Fernando mit 3 Wickets für 44 Runs und Lahiru Kumara mit 3 Wickets für 70 Runs. Sri Lanka verlor früh vier Wickets, bevor Kamindu Mendis 13 Runs erzielen konnte. Von den verbliebenen Battern blieb Lahiru Kumara mit 10* Runs ungeschlagen, bevor das Innings mit einem Rückstand von 149 Run endete. Bester südafrikanischer Bowler war Marco Jansen mit 7 Wickets für 13 Runs. Für Südafrika formten in ihrem zweiten Innings die Eröffnungs-Batter Tony de Zorzi und Aiden Markram eine Partnerschaft. De Zorzi schied nach 17 Runs aus und der ihm folgende Batter Wiaan Mulder erreichte 15 Runs. Als Tristan Stubbs ins Spiel kam, schied Markram nach 47 Runs aus und wurde gefolgt von Temba Bavuma, der mit Tristan den tag beim Stand von 132/3 beendete. Am dritten Spieltag verlor Stubbs sein Wicket nach einem Century über 122 Runs aus 221 Bällen sein Wicket. Daraufhin kam David Bedingham aufs Feld und als Bavuma nach einem Century über 113 Runs aus 228 Bällen ausschied deklarierte Südafrika das Innings. Bedingham hatte bis dahin 21* Runs erreicht. Damit stellte Südafrika dem sri-lankischen Team eine Vorgabe von 516 Runs. Beste sri-lankische Bowler waren Vishwa Fernando mit 2 Wickets für 64 Runs und Prabath Jayasuriya mit 2 Wickets für 132 Runs. Für Sri Lanka formte Eröffnungs-Batter Pathum Nissanka zusammen mit dem dritten Schlagmann Dinesh Chandimal eine Partnerschaft. Nissanka erreichte 23 Runs und die darauf folgenden Angelo Mathews 25 und Kamindu Mendis 10 Runs. Als Dhananjaya de Silva aufs Feld kam, endete der Tag beim Stand von 103/5. Am vierten Tag verlor de Silva sein Wicket nach einem Fifty über 59 Runs. Darauf folgte ihm Kusal Mendis und Chandimal schied nach einem Fifty über 83 Runs aus. Mednis erreiche 48 Runs und kurz darauf fiel das letzte Wicket und die Niederlage für Sri Lanka stand fest. Bester südafrikanischer Bowler war Marco Jansen mit 4 Wickets für 73 Runs. Als Spieler des Spiels wurde Marco Jansen ausgezeichnet.

### Zweiter Test in Gqeberha
| 5. – 9. Dezember Scorecard | Gqeberha | Südafrika 358 (103.4) & 328 (86) | – | Sri Lanka 317 (99.2) & 238 (69.1) |
|                            |          | Südafrika gewinnt mit 109 Runs   |   |                                   |

Südafrika gewann den Münzwurf und entschied sich als Schlagmannschaft zu beginnen. Für sie formte Eröffnungs-Batter Aiden Markram mit dem dritten Schlagmann Ryan Rickelton eine Partnerschaft. Markram erreichte 20 Runs und an der Seite von Rickelton konnte Temba Bavuma ein Fifty über 78 Runs erzielen. Nachdem Kyle Verreynne aufs Feld gekommen war. Rickelton verlor sein Wicket nach einem Century über 101 runs aus 250 Bällen, woraufhin der Tag beim Stand von 269/7. Am zweiten Tag konnte er hineinkommende Kagiso Rabada 23 Runs erreichen und Verreynne beendete das innings ungeschlagen nach einem Century über 105* Runs aus 133 Bällen. Beste sri-lankische Bowler waren Lahiru Kumara mit 4 Wickets für 79 Runs und Asitha Fernando mit 3 Wickets für 102 Runs. Für Sri Lanka begannen Pathum Nissanka und Dimuth Karunaratne. Karunaratne erzielte 20 Runs und der ihm folgende Dinesh Chandimal 44 Runs. Nissanka schied nach einem Fifty über 89 Runs aus, woraufhin Angelo Mathews und Kamindu Mendis eine Partnerschaft formten und den tag beim Stand von 242/3. Am dritten Tag schied Mathews nach 44 Runs aus und Mendis verlor kurz darauf sein Wicket nach 48 Runs. Es folgten Dhananjaya de Silva und Kusal Mendis. De Silva erreichte 14 Runs und Mendis 16 Runs. Das letzte Wicket des Innings verlor dann Prabath Jayasuriya nach 24 Runs, womit der Rückstand auf 41 Runs reduziert wurde. bester südafrikanischer Bowler war Dane Paterson mit 5 Wickets für 71 Runs. Für Südafrika bildeten die Eröffnungs-Batter Tony de Zorzi und Aiden Markram. De Zorzi schied nach 19 Runs aus und wurde gefolgt durch Ryan Rickelton. Markram erzielte daraufhin ein Fifty über 55 Runs und nachdem Tristan Stubbs aufs Feld gekommen war, verlor Rickelton sein Wicket nach 24 Runs. Stubbs beendete daraufhin zusammen mit Temba Bavuma den Tag beim Stand von 191/3. Am vierten Tag schied Stubbs nach 47 Runs aus und wurde gefolgt durch David Bedingham. Bavuma erzielte ein Fifty über 66 Runs und Bedingham 35 Runs. Keshav Maharaj konnte bis zum Ende des Innings 14* Runs beisteuern und die Vorgabe auf 348 Runs erhöhen. Bester Bowler für Sri Lanka war Prabath Jayasuriya mit 5 Wickets für 129 Bällen. Für Sri Lanka formte Eröffnungs-Batter Pathum Nissanka zusammen mit dem dritten Schlagmann Dinesh Chandimal eine Partnerschaft. Nissanka gelangen 18 Runs und wurde durch Angelo Mathews ersetzt. Chandimal erreichte 29 Runs, woraufhin Kamindu Mendis ins Spiel kam. Mathews erzielte daraufhin 32 Runs und Mendis schied kurz darauf nach 35 Runs aus. Daraufhin formten Dhananjaya de Silva und Kusal Mendis eine Partnerschaft und beendeten den Tag beim Stand von 205/5. Am fünften tag verlor Mendis sein Wicket nach 46 Runs und de Silva nach einem Fifty über 50 Runs. Kurz darauf endete das Spiel mit der Niederlage Sri Lankas. Bester südafrikanischer Bowler war Keshav Maharaj mit 5 Wickets für 76 Runs. Als Spieler des Spiels wurde Dane Paterson ausgezeichnet.

## Auszeichnungen

### Player of the Series
Als Player of the Series wurden der folgende Spieler ausgezeichnet.
| Serie | Player of the Series |
| ----- | -------------------- |
| Test  | Temba Bavuma         |

### Player of the Match
Als Player of the Match wurden die folgenden Spielerinnen ausgezeichnet.
| Spiel   | Player of the Match |
| ------- | ------------------- |
| 1. Test | Marco Jansen        |
| 2. Test | Dane Paterson       |

## Statistiken
Die folgenden Cricketstatistiken wurden bei dieser Tour erzielt.